# Ken Maynard
Ken Maynard właściwie Kenneth Olin Maynard (ur. 21 lipca 1895, zm. 23 marca 1973) – amerykański kaskader i aktor.

## Filmografia
- 1923: The Man Who Won jako Conroy
- 1925: Gwiazda Północna jako Noel Blake
- 1929: The Wagon Master jako Rambler
- 1935: Western Courage jako Ken Baxter
- 1940: Phantom Rancher jako Ken Mitchell
- 1972: The Marshal of Windy Hollow jako Strażnik Teksasu

## Wyróżnienia
Posiada swoją gwiazdę na Hollywoodzkiej Alei Gwiazd.